# Plat combinat
Un plat combinat és una mena de plat únic ofert a alguns bars i restaurants que es caracteritza per servir un plat, sovint ovalat, amb un tros de tall (carn a la planxa, botifarra, peix, etc.) i diversos acompanyaments (típicament, almenys amanida i patates fregides), entre els quals sol haver productes fregits. La idea és oferir un plat ràpid de preparar al moment, econòmic i variat.
En aquests locals, és típic que hi hagi una desena de plats combinats, la majoria dels quals comparteixen molts ingredients o de vegades només canvia el producte principal, i es mostren en cartells o menús amb fotos i un nombre consecutiu. Aquests plats, doncs, no solen tenir un nom sinó un número, diferent a cada establiment, seguit d'una enumeració dels productes que conté i gairebé sempre una foto orientativa.
Els productes principals que caracteritzen cada un poden ser, per exemple, carn a la planxa, com costelles de porc, llom, bistec, llibrets de llom, etc.; peix (lluç, tonyina, peixets de platja, etc.) fregit o a la planxa, sípia a la planxa, ous ferrats, pollastre a l'ast, botifarra, etc.

## Acompanyaments clàssics als plats combinats
- Amanida d'enciam, tomàquet i de vegades ceba, oliva, etc. és un acompanyament que no sol faltar
- Bunyols de bacallà o altres tipus de bunyol salat
- Calamars a la romana, unes llesques com a acompanyament, però a llocs on hi ha turisme massiu estranger de vegades és l'element principal d'una de les opcions
- Cansalada fregida, una o dues llesques fines, fregides, com a acompanyament
- croquetes, unes quantes, iguals o variades, com a acompanyament
- Ous ferrats, un o dos, com a protagonista o acompanyament
- Patates fregides, un acompanyament molt habitual en aquests plats